# Шумерля
Шу́мерля (рос. Шумерля, чув. Çĕмĕрле) — місто, центр та єдиний населений пункт Шумерлинського міського округу, центр Шумерлинського району Чувашії, Росія.

## Географія
Знаходиться за 110 км від столиці Чуваської Республіки міста Чебоксари, на березі річки Сури.
Займає вигідне географічне положення, яке визначається розташуванням на залізничній магістралі «Москва — Арзамас — Казань» та наявністю розвиненої автодорожньої мережі та міцному зв'язку зі столицею Чувашії, а також з містами Канаш, Алатир та Ядрин.

## Історія
У 1916 при будівництві залізниці Москва — Казань була створена залізнична станція Шумерля, названа на честь сусіднього присілка Шумерля. До 7 липня 1924 року селище при залізничній станції Шумерля входило до складу Нижньогородської губернії, в 1930 році перетворене в селище міського типу, в 1937 році — в місто.

## Етимологія
Назва міста походить від назви присілка Шумерля. У свою чергу, назва присілка походить, згідно з однією з версією, від чуваського слова «Çĕмĕртлĕх», що в перекладі означає «місцевість, усіяна черемхою». Тобто, можна судити про те, що ця місцевість за часів перших поселенців виділялася великою кількістю черемхи.
За іншою версією слово «Çĕмĕрлĕ» пов'язане з великою кількістю багнистих боліт в цьому районі, які «Çĕмĕрлĕ тана», тобто «створювали трясовини», були важкопрохідними (присілок розташований на правому, високому березі річки, яка сприяє «витягуванню води»).
За третьою версією назва «Шумерля», русифіковане від чуваського «Çĕмĕрлĕ», бере початок від слова «сĕмĕрес — сĕмĕрлет», що в перекладі на російську означає «руйнувати, зривати, шуміти»: перші люди селилися вздовж річки, яка бере початок на одній з височин, де беруть свій початок Великий Цівіль та маленькі річки, що впадають в річку Палан. Навесні, в повінь, вода набувала великої швидкості та мала руйнівну силу.
За четвертою та найцікавішої версією російська назва міста походить від чуваського «шумер иле» — «поселення шумерів»).
Ще одна версія назви міста походить від ерзянського гідроніму «шу мер ляй» — річка з болотною ягодою (журавлиною), а від нього — чуваська назва Çĕмĕрле.

## Населення
Населення — 31722 особи (2010; 36239 у 2002).

## Господарство

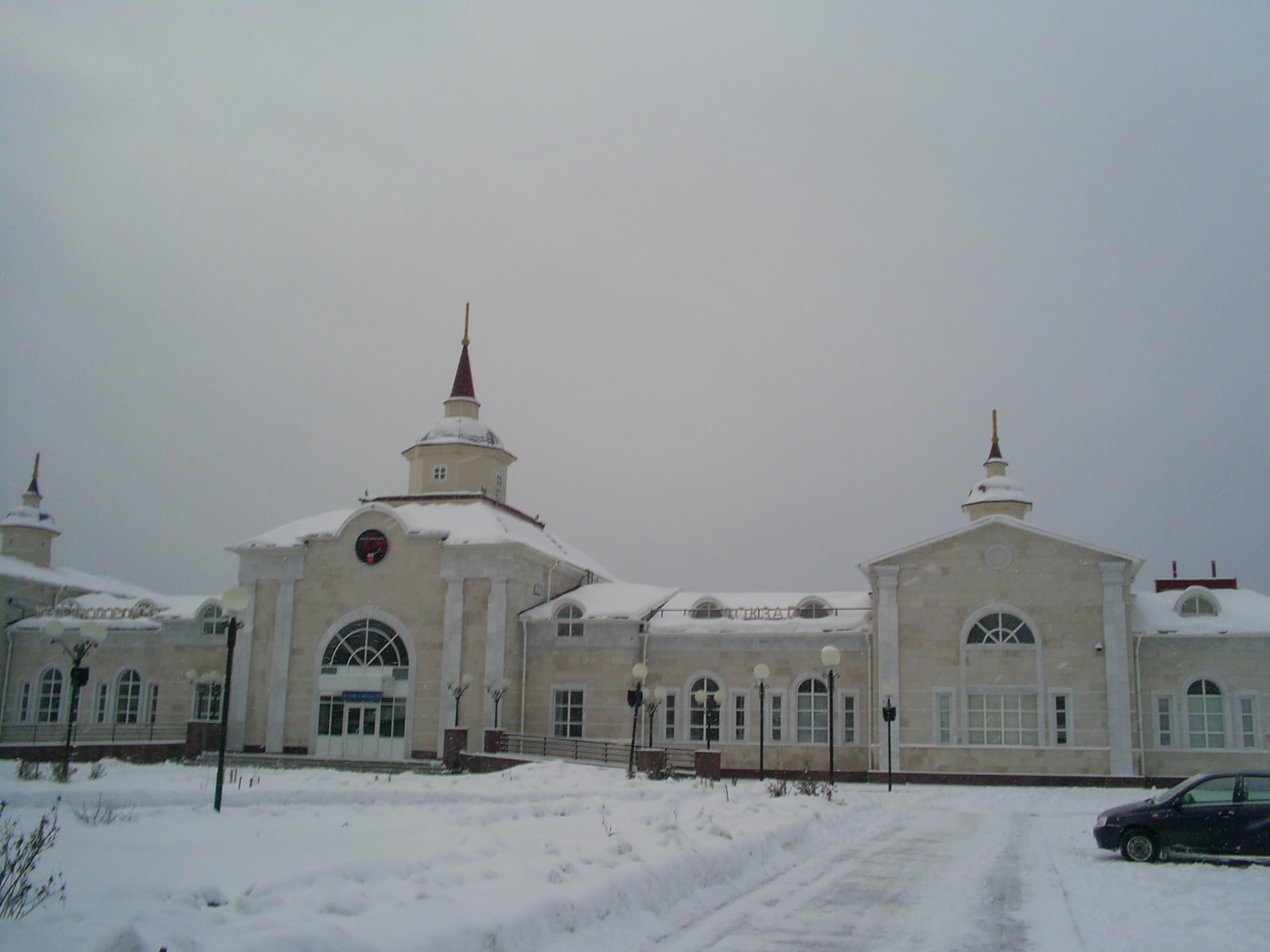
Залізничний вокзал

Наявність значних лісових ресурсів у районі та вигідне географічне положення зумовили виникнення деревообробних підприємств, але, у зв'язку з виснаженням власної сировини, зберігся лише лісокомбінат. Провідною галуззю промисловості міста є машинобудування (Шумерлинський комбінат автофургонів та Шумерлинський завод спеціалізованих автомобілів, що виробляють уніфіковані автофургони, автомобілі зі спеціальними кузовами: автомобіль-їдальня, автомобіль швидкої допомоги, тощо.). Є підприємства легкої промисловості (шкіргалантерейна фабрика, швейна фабрика), підприємства харчової промисловості (хлібозавод, маслозавод, м'ясокомбінат, харчовий комбінат «Лісовий»).
Подальший розвиток міста пов'язаний з поглибленням машинобудівної спеціалізації та наявністю зручних транспортних магістралей, що виводять місо на загальноросійський ринок.

### Культура, ЗМІ, фізична культура та спорт
Працюють музичні та художні школи, два будинки культури, 7 бібліотек, краєзнавчий музей.
Є два стадіони, у 2007 році відкрито фізкультурно-оздоровчий комплекс «Олімп».
Видаються газети «Вперёд», «Шумерлинские вести», «Çĕмĕрле хипарĕ» російською та чуваською мовами, працює міське радіо.
У міській мережі кабельного телебачення працює місцевий телеканал «Новая Реальность»

## Освіта
Середня та початкова професійна освіта
- Професійне училище № 6
- Чебоксарський машинобудівний технікум, філія

Середні загальноосвітні установи
- Гімназія № 8
- Середня загальноосвітня школа № 1 (1939)
- Середня загальноосвітня школа № 2
- Середня загальноосвітня школа № 3 (1936)
- Середня загальноосвітня школа № 6 (1980)

## Відомі люди
У місті народився Єфремов Валерій Валентинович — ударник групи Машина времени